# Uli Jon Roth
Uli Jon Roth (Düsseldorf, 1954. december 18. –) német gitárművész, aki a Scorpions tagjaként vált híressé, majd a 70-es évek második felében külön utakra tért. A neoklasszikus metalgitározás egyik legkorábbi képviselője, valamint nevéhez fűződik a Sky gitár is.

## Pályafutás
13 évesen kezdett gitározni Jimi Hendrix hatására, de nagy hatást gyakoroltak rá a klasszikus zeneszerzők is.
Karrierjét egy Dawn Road nevű zenekarban kezdte. Miután Michael Schenker kilépett a Scorpionsból Klaus Meine és Rudolf Schenker a Dawn Road tagjaival vitte tovább a Scorpions nevet.
Uli Jon Roth dalszerző-gitárosként meghatározó szerepet játszott a csapat korszakos albumainak (Fly To The Rainbow, In Trance, Virgin Killer, Taken By Force, Tokyo Tapes) megszületésében.
Az egyre nagyobb sikereket elérő gárda zenei irányvonala azonban meglehetősen távol állt Uli saját elképzeléseitől, így 1978-ban kilépett a Scorpions-ból, hogy saját feje után mehessen.
Ezután alakította meg az Electric Sun együttest, mely három lemezt adott ki  (Earthquake, Fire Wind, Beyond The Astral Skies). Ulinak itt már lehetősége nyílt arra, hogy  saját zenei elképzeléseit megvalósítsa. Az Electric Sun a kor egyik legfigyelemreméltóbb space/progresszív rock zenekara volt, melyen utolsó lemezén előtérbe kerültek a klasszikus zenei megoldások.
A kritikusok úgy jellemezték játékát, mintha Jimi Hendrix találkozna Beethovennel.
Az Electric Sun lemezek borítóit az a Monica Dannemann festette, aki Ulrich barátnője volt, és aki korábban közelről ismerte Jimi Hendrixet is.
Az Electric Sun 1985-ben feloszlott, Uli pedig még inkább beleásta magát a komolyzenébe.
Pályafutásának ebben a szakaszában rockoperákat is készített, mint például a Europe Ex Favilla, melyet Uli a Symphonic Rock For Europe projekt keretében mutatott be, több száz résztvevő segítségével, egy franciaországi klasszikus gitárfesztivál keretében.
A 90-es évektől saját neve alatt jelentetett meg lemezeket. A 90-es években kettő (Aquila Suite – 12 Arpeggio Concert Etudes for Solo Piano-1991, és Sky of Avalon – Prologue to the Symphonic Legends-1996), míg a 2000-es években három (Transcendental Sky Guitar Vol. I & II-2000, Metamorphosis of Vivaldi's Four Seasons-2003, Under A Dark Sky-2007) látott napvilágot.
1998-ban részt vett a G3 turnén, ahol Joe Satriani és Michael Schenker társaságában lépett színpadra. A turné londoni állomásán Brian May is színpadra lépett.
2002-ben jelent meg a Live At Castle Donington filmje, majd 2006-ban újra színpadra állt a Scorpions társaságában a Wacken Open Air fesztiválon. 2007-ben és 2008-ban is lehetett egy színpadon látni a Smashing Pumpkins németországi koncertjein.
2019-ben a pályafutásának 50. évfordulóját ünnepli, a turné két japán állomásán a Scorpions alapító gitárosa, Rudolf Schenker, és az egykori dobos, Rudy Lenners is vendégszerepelt.

## Stílus, hangszer
Uli Jon Roth a neoklasszikus metalgitározás előfutárának is tekinthető, hiszen már Yngwie J. Malmsteen felbukkanása előtt a hard rock és a komolyzene egyesítésén fáradozott. Bár szélsebes futamokat is előszeretettel használ, nála nem a sebességen van a hangsúly. Dalai könnyen értelmezhetőek, rendkívül dallamosak, ugyanakkor nagy szerepet kapnak bennük Roth blues hatásai is.
Zenei igényességét mi sem mutatja jobban, mint hogy neve mára összekapcsolódott azzal a hangszerrel, melyet kifejezetten neki, az ő elvárásai szerint készítettek: az általa használt Sky gitárral.
Ez a 7 húros gitár 6 oktávnyi hangterjedelemmel rendelkezik, valamint 36 és 42 érintővel vannak ellátva. Az extra hosszúságú nyak miatt a test leginkább egy S betűre vagy egy esőcseppre hasonlít.
Ez a különleges gitár került későbbi munkásságának középpontjába: Transcendental Sky Guitar címen adta ki azt a háromdarabos zenei kompozíciót,  mely csak a Sky gitár biztosította lehetőségekkel hozható létre. A hármas kiadvány utolsó példánya Vivaldi Négy Évszakjának átdolgozása, mely 2002-ben jelent meg.

## Diszkográfia
Scorpions
- Fly to the Rainbow (1974)
- In Trance (1975)
- Virgin Killer (1976)
- Taken by Force (1977)
- Tokyo Tapes (koncertlemez- 1978)

Electric Sun
- Earthquake (1979)
- Fire Wind (1981)
- Beyond the Astral Skies (1985)

Szóló
- 1991 – Aquila Suite – 12 Arpeggio Concert Etudes for Solo Piano
- 1996 – Sky of Avalon – Prologue to the Symphonic Legends
- 2000 – Transcendental Sky Guitar Vol. I & II
- 2003 – Metamorphosis of Vivaldi's Four Seasons
- 2008 – Under A Dark Sky

Filmográfia:
- 2000 – The Electric Sun Years Vol. I & II
- 2002 – Legends of Rock at Castle Donington|Legends Of Rock: Live At Castle Donington
- 2006 – Scorpions Reunion at Wacken Festival in Germany